# Maciej Puchalak
Maciej Puchalak (ur. 13 lutego 1871 w Mościskach, zm. 16 sierpnia 1929 w Poznaniu) – generał brygady Wojska Polskiego.

## Życiorys
Urodził się 13 lutego 1871 roku w Mościskach, ówczesnym mieście powiatowym Królestwa Galicji i Lodomerii, w rodzinie Jana i Agnieszki z Marków. Ukończył osiem klas gimnazjum i cztery semestry studiów prawniczych.
25 stycznia 1892 rozpoczął służbę wojskową w cesarskiej i królewskiej armii, w charakterze jednorocznego ochotnika. Na stopień podporucznika został mianowany ze starszeństwem z 1 stycznia 1894 roku w korpusie oficerów rezerwy piechoty. Posiadał przydział w rezerwie do Galicyjskiego Pułku Piechoty Nr 77 w Przemyślu. W tym samym roku został powołany do służby zawodowej w c. k. Obronie Krajowej i wcielony do Pułku Piechoty Obrony Krajowej Stanisławów Nr 20 w Stanisławowie. Jako oficer zawodowy otrzymał starszeństwo w stopniu podporucznika z dniem 1 listopada 1895 roku. Na stopień porucznika został mianowany ze starszeństwem z 1 listopada 1898 roku. W latach 1898–1905 był przydzielony do Komendy Okręgu Uzupełnień Obrony Krajowej Nr 20 w Stanisławowie, pozostając oficerem LIR 20. Na stopień podpułkownika został mianowany ze starszeństwem z 1 lutego 1918 roku,
W 1907 ukończył Szkołę Korpuśną. W 1909 kapitan. Do 1912 dowodził kompanią. Potem służył w komendzie uzupełnień w Wiedniu. Podczas I wojny światowej w 1915 dowódca batalionu na froncie rosyjskim, potem dowódca batalionu marszowego Landsturmu, batalionu polowego i zapasowego. Na stopień podpułkownika został mianowany ze starszeństwem z 1 listopada 1915 roku. W latach 1916–1918 jego oddziałem macierzystym był 1 Pułk Piechoty Obrony Krajowej (w 1917 roku przemianowany na Pułk Strzelców Nr 1).
W Wojsku Polskim od listopada 1918, komendant Stacji Zbornej Wolska Polskiego w Bohuminie. Od 30 grudnia 1918 do 17 września 1919 roku oraz od 15 maja do 7 lipca 1920 dowodził 17 pułkiem piechoty. 5 kwietnia 1919 roku został formalnie przyjęty do Wojska Polskiego z byłej armii austro-węgierskiej, z zatwierdzeniem posiadanego stopnia pułkownika ze starszeństwem z dniem 1 lutego 1918 roku i mianowany dowódcą 17 pp z dniem 1 listopada 1918 roku. 22 maja 1920 roku został zatwierdzony z dniem 1 kwietnia tego roku w stopniu pułkownika, w piechocie, w grupie oficerów byłej armii austro-węgierskiej. W międzyczasie (od września 1919 roku do maja 1920 roku) był członkiem Komisji Regulaminowej Centralnej Komisji Wyszkolenia w Ministerstwie Spraw Wojskowych. 24 listopada 1920 roku ponownie w składzie Komisji Regulaminów. 15 grudnia tego roku powierzono mu pełnienie obowiązków szefa Sekcji I Piechoty w Departamencie I Broni Głównych i Wojsk Taborowych MSWojsk. W 1921 ukończył kurs dowódców.
1 września 1921 został mianowany dowódcą piechoty dywizyjnej 20 Dywizji Piechoty w Słonimie. Od 20 marca 1922 dowódca piechoty dywizyjnej 25 Dywizji Piechoty w Kaliszu. 3 maja 1922 roku zweryfikowany został w stopniu pułkownika ze starszeństwem z dniem 1 czerwca 1919 roku w korpusie oficerów piechoty. 1 grudnia 1924 roku Prezydent RP Stanisław Wojciechowski awansował go na generała brygady ze starszeństwem z dniem 15 sierpnia 1924 roku i 16. lokatą w korpusie generałów. Z dniem 1 marca 1927 roku został mu udzielony dwumiesięczny urlop z zachowaniem uposażenia, a z dniem 30 kwietnia 1927 tego roku został przeniesiony w stan spoczynku. Mieszkał w Poznaniu. Tam zmarł 16 sierpnia 1929 roku.
Był żonaty z Pauliną z Mandlów.

## Ordery i odznaczenia
- Krzyż Walecznych
- Order Korony Żelaznej 3 klasy z dekoracją wojenną i mieczami[20]
- Krzyż Zasługi Wojskowej 3 klasy z dekoracją wojenną i mieczami[20]
- Signum Laudis Brązowy Medal Zasługi Wojskowej z mieczami na wstążce Krzyża Zasługi Wojskowej[20]
- Signum Laudis Brązowy Medal Zasługi Wojskowej na czerwonej wstążce[20]
- Brązowy Medal Jubileuszowy Pamiątkowy dla Sił Zbrojnych i Żandarmerii[20]
- Krzyż Jubileuszowy Wojskowy[20]